# RogerEbert.com
RogerEbert.com — американський вебсайт кінокритики, що архівує рецензії, написані кінокритиком Роджером Ебертом для Chicago Sun-Times, а також публікує рецензії та есе інших критиків. Вебсайт, фінансований Chicago Sun-Times, було запущено у 2002 році. Еберт особисто обрав авторів з різних країн світу для участі у проєкті. Після смерті Еберта у 2013 році сайт було перезапущено під управлінням Ebert Digital — партнерства, заснованого Ебертом, його дружиною Чаз Еберт та другом Джошем Голденом.

## Передумови
Через два місяці після смерті Еберта Чаз Еберт призначила кінокритика та телевізійного оглядача Метта Золлера Сейтца головним редактором сайту. Однією з причин стало те, що його блог PressPlay на IndieWire мав багатьох спільних авторів з RogerEbert.com, а також обидва ресурси взаємно просували контент один одного.
Критик Ноел Мюррей (The Dissolve) схарактеризував зібрання рецензій Еберта на сайті як «неоціненне джерело, яке дає змогу отримати безпосереднє враження про старі фільми та краще зрозуміти, ким був Еберт». Він зазначив, що на сайті містяться рецензії, які Еберт рідко обговорював, зокрема на «Дівчата з Челсі» (1966) та «Хороші часи» (1967), написані ним у двадцятирічному віці. Р. Курт Осенлунд (Slant) у 2013 році відзначив, що деякі автори (зокрема Сейтц, Шейла О’Меллі та Оді Гендерсон) використовують у своїх матеріалах значну частку оповіді від першої особи, як і сам Еберт, тоді як інші (наприклад, Ігнатій Вишневецький) цього уникають. На його думку, загальне різноманіття робить сайт своєрідним «творчим колективом».

## Тематичні проєкти
RogerEbert.com регулярно проводить «Тиждень авторок» (Women Writer's Week) на честь Місяця жіночої історії, публікуючи матеріали винятково від жінок-дописувачок протягом тижня. Після президентських виборів у США 2016 року захід 2017 року був охарактеризований виданням Observer як «відверто політичний у світлі президентства Дональда Трампа». Чаз Еберт зазначила, що Жіночий марш 2017 року став поштовхом для авторок висловлювати свій погляд на кіно та політику.

## Щорічні списки
Роджер Еберт укладав списки найкращих фільмів року з 1967 по 2012 рік. Після його смерті традиція була відновлена у 2014 році на сайті. Основні автори використовують метод підрахунку Борда: кожен критик виставляє рейтинг фільмів — від 10 балів за перше місце до 1 бала за десяте. Результати підсумовуються, і фільм, що набрав найбільшу кількість балів, визнається найкращим за підсумками року.
- 2014:  «Опинись у моїй шкірі»[9]
- 2015: «Шалений Макс: Дорога гніву»[10]
- 2016: «Місячне сяйво»[11]
- 2017: «Леді-Птаха»[12]
- 2018: «Рома»[13]
- 2019: «Ірландець»[14]
- 2020: «Small Axe: Lovers Rock»[15]
- 2021: «У руках пса»[16]
- 2022: «Банші Інішерина»[17]
- 2023: «Вбивці квіткової повні»[18]
- 2024: «Бруталіст»[19]